# L'huracà
L'huracà és una obra de teatre de Carme Montoriol estrenada al Teatre Poliorama de Barcelona el 25 de gener de 1935, dirigida per Josep Pous i Pagès. El tema principal de l'obra és la relació edípica d'un fill adult i la seva mare.
Dècades després, l'obra va ser presentada en la temporada 2020-2021 del Teatre Nacional de Catalunya, amb direcció a càrrec de Mònica Bofill. El repartiment incloïa els actors Quim Àvila, Montse Germán, Júlia Jové, Josep Julien i Gemma Martínez.

## Context
Cinc anys després de presentar amb èxit L'abisme (1930), Montoriol va estrenar L'huracà al teatre Poliorama. La presentació d'aquesta obra va comportar una certa polèmica, en considerar que el tema de l'obra podia ser considerat escabrós.
L'autora volia estudiar-hi «un cas de desviació dels sentiments naturals en persones normals». «Amb L’huracà, he portat a les taules un d’aquests casos: no per analitzar-lo en fred, per dissecar-lo; ni tampoc per embrancar-m’hi en cap via patològica, ni per fer-ne obra de tesi...». Molts van considerar que presentava un argument tèrbol tot i que contingut, o clarament excessiu. Malgrat això, l'obra va tenir una bona acollida entre la crítica.

## Argument
L'huracà -construïda en tres actes- transcorre en les vint-i-quatre hores posteriors a la nit de Sant Joan en una època coètania al moment en què fou escrita (els anys 30). L'acció passa en una casa de Barcelona. El personatges principals són la mare, Joana, vídua i mare de Rafael, casat amb Laura, de qui espera un fill. Rafael no ha arribat a conèixer el seu pare i desenvolupa una relació edípica amb la Joana. Arriba fins i tot a ignorar la seva dona i a témer el seu fill, que encara no ha nascut, com a futur rival. Es podria dir que és un fill turmentat per una relació edípica amb la mare, incapaç de mantenir una relació amorosa saludable ni de fer-se pare. L'obra té un final dramàtic.

## Anàlisi
El tema principal de l'obra és la relació materno-filial: la tendència eròtica d'un fill cap a la mare, per tal com li professa un amor malaltissament absorbent, i els conflictes que això crea en la mare, que mostra també la decisió ferma de distanciar-se'n.
L'obra planteja una versió contemporània d'Èdip Rei en el sentit que Montoriol explora la relació edípica per antonomàsia: l'amor d'un fill per la seva mare. És per això que L'huracà és considerada l'obra més freudiana de l'autora. En aquest sentit, l'efecte que va tenir en el públic va ser d'un considerable ressò.
Carme Montoriol devia estar al corrent de les teories proposades per Freud sobre la psicoanàlisi. Es podria dir que l'autora, sense allunyar-se del context burgès en què situa l'obra, s'atreveix a plantejar –amb el suport de les noves teories psicoanalítiques del subconscient– qüestions agosarades que, posades en escena, fan trontollar l'harmonia moral aparent i posen de manifest, com un «huracà», totes les contradiccions del sistema de normes que havia de regular les relacions familiars quotidianes.
Tot i així, Freud encara situa la sublimació del desig femení en la maternitat, i han de passar anys per superar aquest estereotip; és per això que Montoriol encara presenta la maternitat en el nucli de l'argument, encarada, però, a un desenllaç dramàtic.

## Crítica
Pel que fa a la recepcció de l'obra, les reaccions del públic i la crítica en el moment de l'estrena, l'any 1935, van ser ambivalents.
Ja al novembre de 1934, en presentar la temporada del Teatre Català al Poliorama, el seu director, Josep Pous i Pagès, qualificava L'huracà d'«obra dramàtica i intensa». L'endemà de l'estrena, el diari La Humanitat la qualificava d'obra «molt digna, molt valenta». Domènec Guansé a La Publicitat valorava la contenció i la intensitat de l'obra, i Joan Cortès va escriure en el diari La Noche que l'obra era la millor peça que s'havia estrenat aquella temporada en el Teatre Català.
Preguntant-se si era possible que un fill s'arribés a enamorar d'una forma tan profunda de la seva mare, el crític teatral Emili Tintorer va escriure a Las Noticias:
| «                 | El més curiós i interessant del cas és que això ho creu possible l'autora de L'huracà, una dona. És una dona qui ho creu possible i qui, en tant que possible, ho narra i ho teatralitza meticulosament. | » |
| — Emili Tintorer, | |   |